# Vincenz Hruby
Vincenz Hruby (Vincenc Hrubý) (9 de setembre de 1856 - 16 de juliol de 1917, Trieste) fou un jugador d'escacs txec, nascut a Krivsoudov, Bohèmia, llavors Imperi austríac, que va treballar com a professor d'educació secundària en una Realschule a Trieste, (actualment Itàlia), ciutat on va morir (quan era territori de l'Imperi Austrohongarès).

## Resultats destacats en competició
Els seus millors resultats es produïren a les dècades dels 1880 i 1890. Fou 11è al torneig internacional de Viena de 1882, el torneig més fort de la seva època, (guanyat per Wilhelm Steinitz i Szymon Winawer). Va guanyar, superant Bernhard Fleissig, el torneig del Club d'Escacs de Viena de 1882, i empatà als llocs 10è-11è a Nuremberg 1883 (3r DSB Congress, guanyat per Winawer).
Va guanyar matxos a Viena contra Berthold Englisch (3.5 : 1.5) el 1882, i contra Adolf Albin (5.5 : 3.5) el 1891.